# 水納島 (沖縄県本部町)
水納島（みんなしま、みんなじま）は、沖縄県国頭郡本部町に属する島である。

## 概要
本部半島の沖合、北西1.5キロメートルのサンゴ礁に浮かぶ三日月型の小さな島で、上空から観察するとクロワッサンに見えることから、クロワッサンアイランドと呼ばれている。標高26.9メートル、面積は0.47平方キロメートルある。
人口40人余の観光の島である。かつては無人島で、島全体が「メンナノ御嶽」として聖域とされていたが、1903年（明治36年）に瀬底島から13戸が移住し製糖に従事した。もともと水資源が乏しいことから「水の無い島」が島名になったとされる。現在は沖縄本島から水が供給されている。
代表的な産業は、観光業および農業・畜産業である。島はサンゴ礁に取り囲まれる。以前は肉牛・繁殖牛が飼育されていた。1981年、沖縄本島との定期船が就航、観光客が来るようになる。観光業は年間60,000人を越える来島者があり、ダイビングやシュノーケリングなどのサービスが提供されている。また、農業ではニンジンやダイコン、スイカの栽培が行われている。
島の約3分の1の土地を開発業者が取得したものの、開発許可が認められなかったことから遊休地となっている。

## 名所
- 水納ビーチ

- 水納ビーチ
- 水納島の浜辺（北岸）
- 水納島の浜辺（南岸）
- 水納島の石畳

- 水納島灯台 - 島の東端にある。1972年（昭和47年）初点灯、海抜27メートル、光達10.5海里。

## 学校

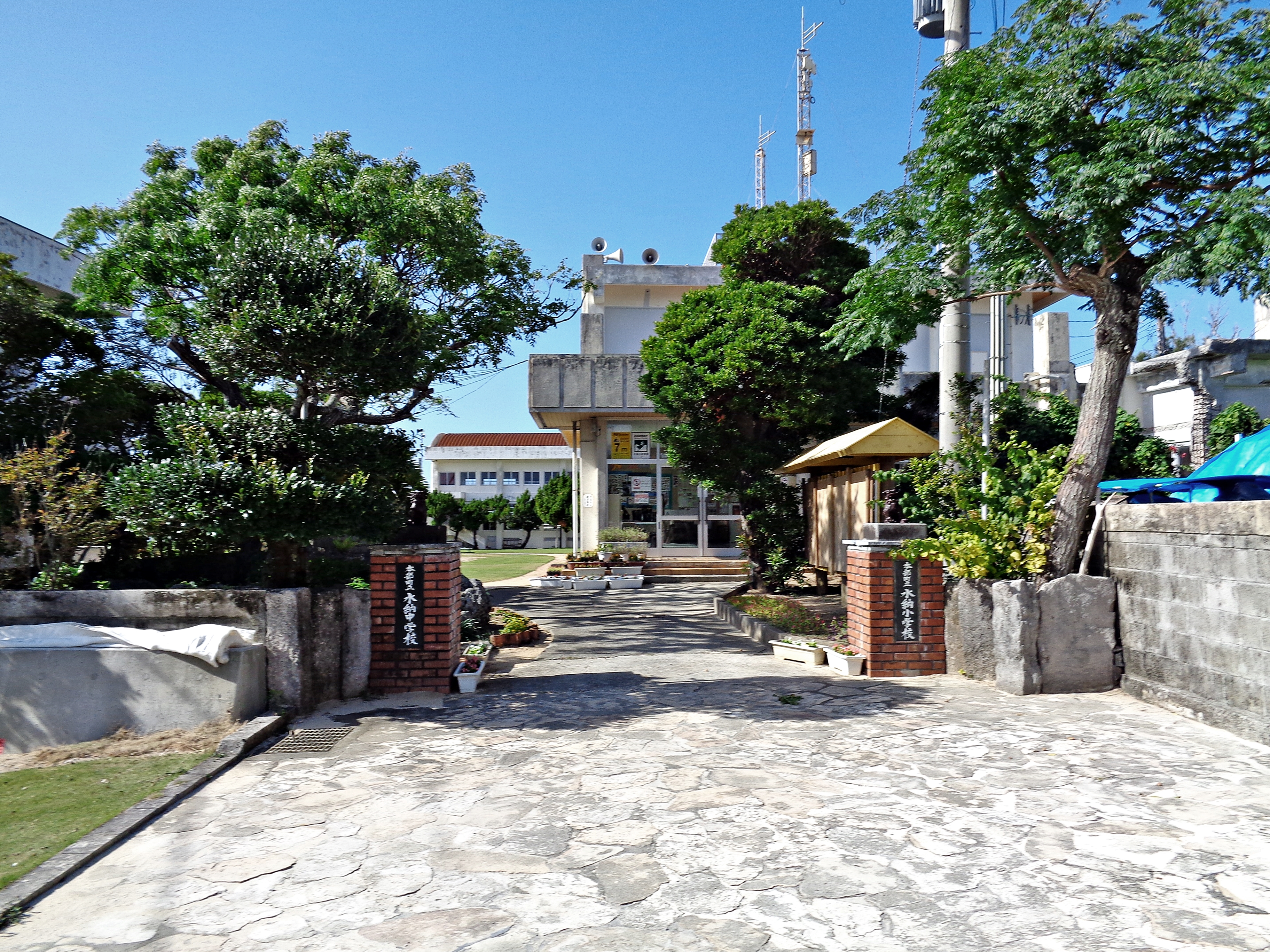
水納小中学校

- 本部町立水納小中学校（2016年度の在籍者数は小学生2名、中学生0名、職員5名の極小規模の小中併置校で、島の大人は全てPTA会員[3]。）

## 交通
- 水納海運
  - 渡久地港 - 水納港 高速船で所要15分。

- 高速船「ニューウィングみんな」 - 本部港沖
- ニューウィングみんな２（水納島港）
- 水納島港旅客待合所